# پانکوج پاراشار

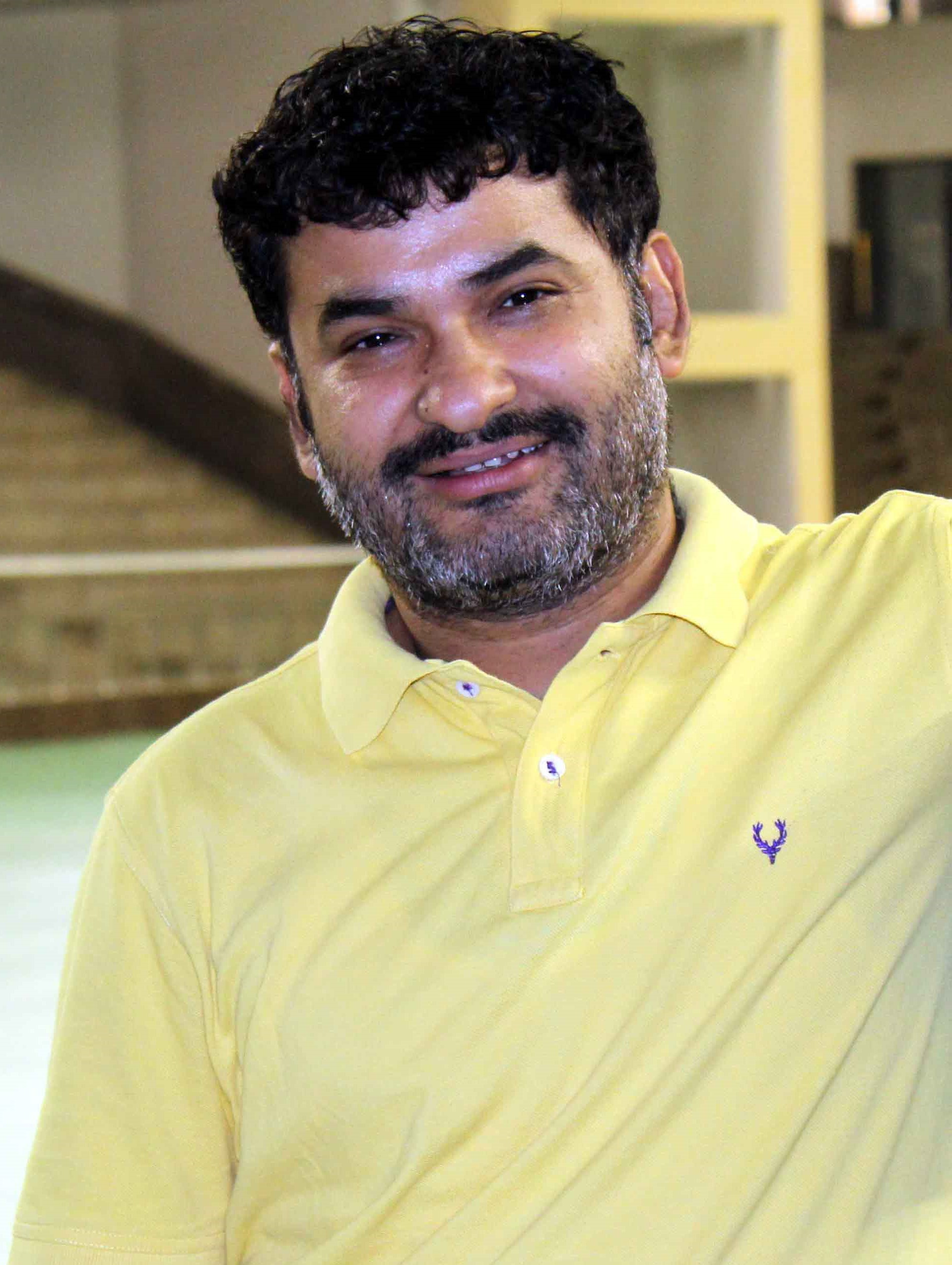
نگارهٔ پانکوج پاراشار، کارگردان هندی - ۲۰۱۷

پانکوج پاراشار (به انگلیسی: Pankuj Parashar) کارگردان سینما و تلویزیون هند است. از مشهورترین آثار وی می‌توان به جلوه (فیلم ۱۹۸۷) با بازی نصیرالدین شاه، حیله‌گر (فیلم ۱۹۸۹) و فراموشی (۲۰۰۲) با بازی سلمان خان اشاره کرد. او همچنین تبلیغات تلویزیونی، فیلم‌های سازمانی و مستند می‌سازد.
وی با آسمیتا پرشار ازدواج کرده و دارای دو فرزند به نام‌های ویوک و ویوان پاراشار است.

## فیلم‌شناسی
- حالا لذت ببر (۱۹۸۴)
- کرمچند (مجموعه تلویزیونی) - ۱۹۸۶
- جلوه (فیلم ۱۹۸۷)
- تعقیب کردن (۱۹۸۸)
- حیله‌گر (فیلم ۱۹۸۹)
- شاهزاده (فیلم ۱۹۹۶)
- پسر هیمالیا (۱۹۹۷)
- فراموشی (۲۰۰۲)
- به همسرم جواب نده (۲۰۰۴)
- انتقام: بازی بی‌نقص (۲۰۰۴)
- آن شب باران می‌بارید (۲۰۰۵)
- بنارس (فیلم ۲۰۰۶)
- کارآگاه بانارسی (۲۰۱۶)
- پوست مرمر (۲۰۱۷)